# Gran Premio degli Stati Uniti d'America-Ovest 1978
Il Gran Premio degli Stati Uniti d'America-Ovest 1978 è stata la quarta prova della stagione 1978 del Campionato mondiale di Formula 1. Si è corsa domenica 2 aprile 1978 sul Circuito di Long Beach. La gara è stata vinta dall'argentino Carlos Reutemann, su Ferrari; per il vincitore si trattò del settimo vittoria nel mondiale. Ha preceduto sul traguardo lo statunitense Mario Andretti su Lotus-Ford Cosworth e il francese Patrick Depailler su Tyrrell-Ford Cosworth.

## Vigilia

### Aspetti tecnici
La Ferrari presentò nuove barre stabilizzatrici posteriori, mentre l'Alfa Romeo modificò radicalmente il sistema di raffreddamento dei propri motori montati sulla Brabham. Sulla vettura di Bernie Ecclestone si abbandonarono le strumentazioni digitali e si tornò ai più tradizionali contagiri e termometri analogici. La Wolf portò il modello WR3, mentre la Shadow fece esordire nel mondiale la DN9, affidata al solo Hans-Joachim Stuck, e già testata nel BRDC International Trophy del 19 marzo, gara non valida per l'iride.
Viste le particolari caratteristiche tecniche del tracciato la Goodyear, che riforniva tutte le scuderie tranne Ferrari e Renault, portò degli pneumatici anteriori da 11 pollici e mezzo (contro i 9 abituali) e posteriori da 26 e mezzo, come da regolamento massimo. Questo al fine di garantire maggiore aderenze e accelerazione in curva.
La partenza del gran premio venne spostata dall'Ocean Boulevard all'inizio della Shoreline Drive. Questa scelta venne criticata da Mario Andretti, vincitore dell'edizione 1977. Secondo il pilota della Lotus questo spostamento avrebbe aggravato il rischio di assembramento al via alla prima curva a tornante. L'arrivo e l'area dei box rimasero nella vecchia sede.

### Aspetti sportivi

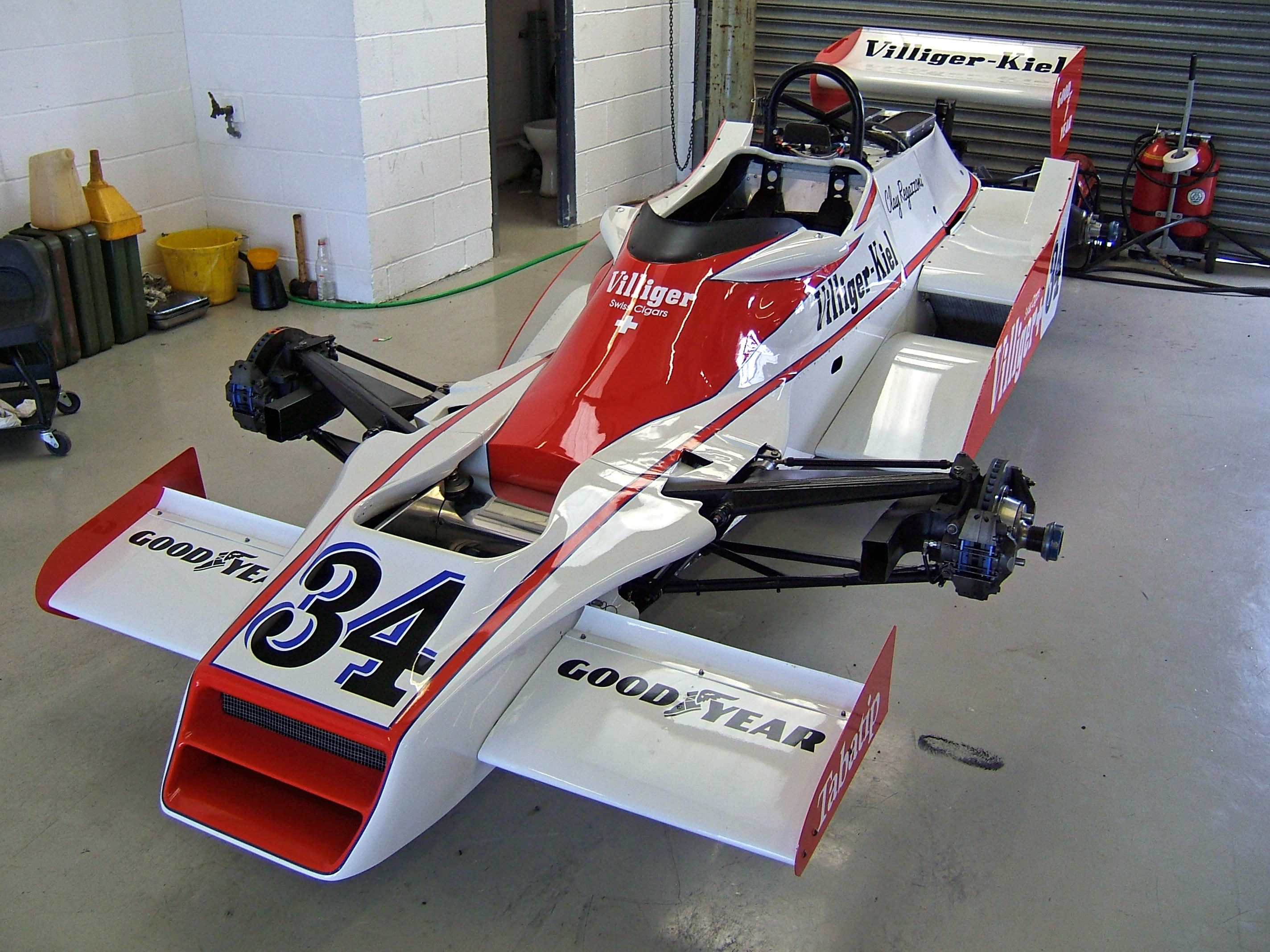
Una Shadow DN9, modello che fece il suo esordio nel mondiale di F1 a Long Beach.

La tenuta del gran premio veniva messa in dubbio dalle perdite che gli organizzatori avevano subito nelle prime due edizioni. Successivamente però la firma di contratto con la CBS per la trasmissione del gran premio consentì di trovare nuove risorse. Poche settimane prima dell'evento la gara fu di nuovo in dubbio in quanto gli organizzatori non avevano ancora saldato l'ingaggio per le scuderie dell'anno precedente. Gli organizzatori negarono questa accusa, e assicurarono che entro il 6 marzo sarebbero stati pagati i 327.000 dollari alle scuderie per coprire il costo del trasporto delle vetture, e il 18 marzo la restante parte dei 425.000 dollari chiesti per il 1978. Successivamente si arrivò a un accordo tra la FOCA e gli organizzatori.
La partecipazione di Gilles Villeneuve fu in dubbio a causa di una forte febbre che il canadese presentò durante dei test con la Ferrari a Clermont-Ferrand il 20 marzo. Si temette inizialmente che potesse trattarsi di una parotite molto forte.
Agli inizi di marzo la Shadow accusò l'Arrows, scuderia nata alla fine del 1977 e costituita da parte del gruppo dirigente proveniente dalla stessa Shadow, di spionaggio industriale. Secondo il patron della Shadow, Don Nichols, il progettista dell'Arrows, Tony Southgate, proveniente anch'egli dalla Shadow, avrebbe portato con sé non solo dei disegni della vettura in corso di progettazione, ma anche del materiale tecnico.
L'irlandese Derek Daly sostituì Eddie Cheever all'Hesketh, dopo aver già preso parte anche al BRDC Int. Trophy, gara non valida per il mondiale, disputata a marzo. Daly era all'esordio nel mondiale ed era il primo pilota del suo Paese dai tempi di Joe Kelly, che aveva disputato due gran premi di Gran Bretagna tra il 1950 e il 1951. Si rivide la scuderia Interscope Racing, che impiegò una Shadow DN9 con Danny Ongais, già impegnato nei primi due gran premi stagionali dall'Ensign. Non partecipò invece alla trasferta a Long Beach la Martini al fine di meglio sviluppare la vettura.
All'inizio del weekend di gara, sebbene solo 22 vetture avrebbero preso il via, c'erano 30 iscritti, ciò richiese un'ora di prequalifiche al venerdì mattina (come accaduto nel Gran Premio di Gran Bretagna 1977) per otto vetture appartenenti a scuderie non iscritte alla FOCA. Di queste otto le quattro più veloci avrebbero preso parte alle qualifiche ufficiali, nel tentativo di conquistare uno dei 22 posti disponibili sulla griglia.

## Prequalifiche

### Resoconto
La pista si presentò ancora umida per la pioggia caduta nella notte. Passarono alle qualifiche le due Arrows, Arturo Merzario e Brett Lunger.

### Risultati
Nella sessione di prequalifica si è avuta questa situazione:
| Pos | Nº | Pilota           | Costruttore            | Tempo   | Status |
| --- | -- | ---------------- | ---------------------- | ------- | ------ |
| 1   | 35 | Riccardo Patrese | Arrows-Ford Cosworth   | 1'24"32 | PQ     |
| 2   | 37 | Arturo Merzario  | Merzario-Ford Cosworth | 1'25"22 | PQ     |
| 3   | 36 | Rolf Stommelen   | Arrows-Ford Cosworth   | 1'25"67 | PQ     |
| 4   | 30 | Brett Lunger     | McLaren-Ford Cosworth  | 1'25"72 | PQ     |
| NPQ | 32 | Keke Rosberg     | Theodore-Ford Cosworth | 1'25"78 | NPQ    |
| NPQ | 39 | Danny Ongais     | Shadow-Ford Cosworth   | 1'26"26 | NPQ    |
| NPQ | 24 | Derek Daly       | Hesketh-Ford Cosworth  | 1'26"70 | NPQ    |
| NPQ | 25 | Héctor Rebaque   | Lotus-Ford Cosworth    | 1'26"71 | NPQ    |

## Qualifiche

### Resoconto
Niki Lauda, che aveva conquistato la pole l'anno precedente con la Ferrari, fece segnare subito un ottimo tempo. Più tardi, nella sessione del venerdì mattina, Reutemann, col muletto, fece segnare il tempo di 1'20"99, poi migliorato in 1'20"636. Nelle prime quattro posizioni del venerdì si trovarono piloti con vetture spinte da un motore V12: dietro a Reutemann e Lauda si posero Gilles Villeneuve e Jacques Laffite.
Le sessioni del venerdì furono caratterizzate da un grande caos dovuto all'incapacità dei cronometristi dell'organizzazione di stilare la classifica, tanto che per la determinazione della griglia si dovette ricorrere a tempi misurati dai vari team. Inizialmente i cronometristi ufficiali avevano indicato in Jacques Laffite il più rapido seguito da Niki Lauda, prima di emettere una nuova classifica ufficiale in cui dietro a Laffite veniva posizionato Didier Pironi. Gli organizzatori proposero di fare la media dei tempi raccolti dai vari team poi di affidarsi a quelli raccolti dalla Ligier. Infine decisero di affidare la questione alla FOCA.
Reutemann conquistò così la terza pole position nel mondiale, la prima dal Gran Premio degli USA 1974.

### Risultati
Nella sessione di qualifica si è avuta questa situazione:
| Pos                     | Nº | Pilota                | Costruttore              | Tempo    | Griglia |
| ----------------------- | -- | --------------------- | ------------------------ | -------- | ------- |
| 1                       | 11 | Carlos Reutemann      | Ferrari                  | 1'20"636 | 1       |
| 2                       | 12 | Gilles Villeneuve     | Ferrari                  | 1'20"836 | 2       |
| 3                       | 1  | Niki Lauda            | Brabham-Alfa Romeo       | 1'20"937 | 3       |
| 4                       | 5  | Mario Andretti        | Lotus-Ford Cosworth      | 1'21"188 | 4       |
| 5                       | 2  | John Watson           | Brabham-Alfa Romeo       | 1'21"244 | 5       |
| 6                       | 6  | Ronnie Peterson       | Lotus-Ford Cosworth      | 1'21"474 | 6       |
| 7                       | 7  | James Hunt            | McLaren-Ford Cosworth    | 1'21"738 | 7       |
| 8                       | 27 | Alan Jones            | Williams-Ford Cosworth   | 1'21"935 | 8       |
| 9                       | 35 | Riccardo Patrese      | Arrows-Ford Cosworth     | 1'22"006 | 9       |
| 10                      | 20 | Jody Scheckter        | Wolf-Ford Cosworth       | 1'22"163 | 10      |
| 11                      | 8  | Patrick Tambay        | McLaren-Ford Cosworth    | 1'22"234 | 11      |
| 12                      | 4  | Patrick Depailler     | Tyrrell-Ford Cosworth    | 1'22"414 | 12      |
| 13                      | 15 | Jean-Pierre Jabouille | Renault                  | 1'22"491 | 13      |
| 14                      | 26 | Jacques Laffite       | Ligier-Matra             | 1'22"630 | 14      |
| 15                      | 14 | Emerson Fittipaldi    | Fittipaldi-Ford Cosworth | 1'22"790 | 15      |
| 16                      | 9  | Jochen Mass           | ATS-Ford Cosworth        | 1'23"106 | 16      |
| 17                      | 19 | Vittorio Brambilla    | Surtees-Ford Cosworth    | 1'23"212 | 17      |
| 18                      | 36 | Rolf Stommelen        | Arrows-Ford Cosworth     | 1'23"291 | 18      |
| 19                      | 10 | Jean-Pierre Jarier    | ATS-Ford Cosworth        | 1'23"419 | 19      |
| 20                      | 17 | Clay Regazzoni        | Shadow-Ford Cosworth     | 1'23"454 | 20      |
| 21                      | 37 | Arturo Merzario       | Merzario-Ford Cosworth   | 1'23"589 | 21      |
| 22                      | 18 | Rupert Keegan         | Surtees-Ford Cosworth    | 1'23"677 | NP      |
| Vetture non qualificate |    |                       |                          |          |         |
| NQ                      | 16 | Hans-Joachim Stuck    | Shadow-Ford Cosworth     | 1'23"733 | NQ      |
| NQ                      | 3  | Didier Pironi         | Tyrrell-Ford Cosworth    | 1'23"792 | 22      |
| NQ                      | 30 | Brett Lunger          | McLaren-Ford Cosworth    | 1'23"795 | NQ      |
| NQ                      | 22 | Lamberto Leoni        | Ensign-Ford Cosworth     | 1'24"008 | NQ      |

## Gara

### Resoconto
Il sole accompagnò la gara che venne seguita da 75.000 spettatori. La decisione di modificare il punto del via consentì di evitare degli assembramenti alla prima curva. John Watson staccò al primo tornante tanto da costringere Reutemann ad allargare la traiettoria: ne approfittò Gilles Villeneuve, che si ritrovò subito primo.
Dopo il primo giro la classifica vedeva, dietro a Villeneuve, Watson, Niki Lauda, Carlos Reutemann, Mario Andretti, Alan Jones, James Hunt e Ronnie Peterson. Al secondo giro Peterson passò Hunt per la settima piazza. Al giro 6 Hunt colpì il muretto all'interno dell'ultima curva prima del rettilineo dei box, danneggiò la sua gomma anteriore destra e fu costretto al ritiro. Davanti, intanto, per la prima volta alla guida di un gran premio di Formula 1, Villeneuve era in grado di ampliare il suo vantaggio sugli inseguitori.
Al decimo giro Watson, mentre era secondo, fu costretto all'abbandono per l'esplosione dell'estintore sulla sua monoposto.
Mario Andretti, al giro 19, scese in quarta posizione, a causa di una scelta sbagliata degli pneumatici Goodyear e per la poca potenza del suo motore, e venne passato da Alan Jones. La gara continuò a registrare dei ritiri nella parte alta della classifica. Al ventisettesimo giro fu il turno di Niki Lauda, mentre era secondo, che si fermò per un guasto alla centralina elettronica, che aveva fatto venire meno la pressione della benzina.
Al giro 39, poco prima di metà gara, Villeneuve si avvicinò al doppiaggio di Clay Regazzoni, che era in battaglia con Jean-Pierre Jabouille della Renault. Invece di attendere il rettilineo, il canadese cercò di passarli subito prima di una chicane. Vi fu un'incomprensione fra Villeneuve e Regazzoni, tanto che l'anteriore destra della Ferrari colpì la posteriore sinistra della Shadow e la vettura di Villeneuve venne lanciata contro il muretto, sfiorando il casco di Regazzoni.
Carlos Reutemann si trovò così primo, davanti a Jones, Andretti, Depailler, Scheckter e Tambay. Il pilota della Williams riusciva a tenere il ritrmo del ferrarista, ma non trovava lo spazio per l'attacco. Al giro 47 la rincorsa dell'australiano venne limitata da un problema all'alettone anteriore della sua vettura che si stava staccando per un difetto di fabbricazione. Successivamente la sua monoposto riscontrò anche un problema alla pressione del carburante. Jones perse negli ultimi giri diverse posizioni, fino a terminare ottavo, e prima di recuperare una posizione all'ultimo passaggio.
Carlos Reutemann conquistò la sua settima vittoria in carriera (la settantesima per la Ferrari), precedendo Mario Andretti, Patrick Depailler, Ronnie Peterson, Jacques Laffite e Riccardo Patrese. Jones si consolò ottenendo il suo primo giro veloce in carriera, primo australiano ad ottenerlo dopo Jack Brabham al Gran Premio di Gran Bretagna 1970. Fu anche il primo giro veloce della Williams nel mondiale, nonché il centesimo giro veloce della Ford Cosworth come motorista. Grazie a Patrese, l'Arrows conquistò il suo primo punto iridato.

### Risultati
I risultati del gran premio furono i seguenti:
| Pos | No | Pilota                | Costruttore              | Giri | Tempo/Ritiro               | Pos. Griglia | Punti |
| --- | -- | --------------------- | ------------------------ | ---- | -------------------------- | ------------ | ----- |
| 1   | 11 | Carlos Reutemann      | Ferrari                  | 80   | 1h52'01"301                | 1            | 9     |
| 2   | 5  | Mario Andretti        | Lotus-Ford Cosworth      | 80   | + 11"061                   | 4            | 6     |
| 3   | 4  | Patrick Depailler     | Tyrrell-Ford Cosworth    | 80   | + 28"951                   | 12           | 4     |
| 4   | 6  | Ronnie Peterson       | Lotus-Ford Cosworth      | 80   | + 45"603                   | 6            | 3     |
| 5   | 26 | Jacques Laffite       | Ligier-Matra             | 80   | + 1'22"884                 | 14           | 2     |
| 6   | 35 | Riccardo Patrese      | Arrows-Ford Cosworth     | 79   | +1 giro                    | 9            | 1     |
| 7   | 27 | Alan Jones            | Williams-Ford Cosworth   | 79   | +1 giro                    | 8            |       |
| 8   | 14 | Emerson Fittipaldi    | Fittipaldi-Ford Cosworth | 79   | +1 giro                    | 15           |       |
| 9   | 36 | Rolf Stommelen        | Arrows-Ford Cosworth     | 79   | +1 giro                    | 18           |       |
| 10  | 17 | Clay Regazzoni        | Shadow-Ford Cosworth     | 79   | +1 giro                    | 20           |       |
| 11  | 10 | Jean-Pierre Jarier    | ATS-Ford Cosworth        | 75   | +5 giri                    | 19           |       |
| 12  | 8  | Patrick Tambay        | McLaren-Ford Cosworth    | 74   | Incidente                  | 11           |       |
| Rit | 20 | Jody Scheckter        | Wolf-Ford Cosworth       | 59   | Incidente                  | 10           |       |
| Rit | 19 | Vittorio Brambilla    | Surtees-Ford Cosworth    | 50   | Trasmissione               | 17           |       |
| Rit | 15 | Jean-Pierre Jabouille | Renault                  | 43   | Turbo                      | 13           |       |
| Rit | 12 | Gilles Villeneuve     | Ferrari                  | 38   | Collisione con C.Regazzoni | 2            |       |
| Rit | 1  | Niki Lauda            | Brabham-Alfa Romeo       | 27   | Iniezione                  | 3            |       |
| Rit | 3  | Didier Pironi         | Tyrrell-Ford Cosworth    | 25   | Cambio                     | 22           |       |
| Rit | 37 | Arturo Merzario       | Merzario-Ford Cosworth   | 17   | Cambio                     | 21           |       |
| Rit | 9  | Jochen Mass           | ATS-Ford Cosworth        | 11   | Freni                      | 16           |       |
| Rit | 2  | John Watson           | Brabham-Alfa Romeo       | 9    | Cambio                     | 5            |       |
| Rit | 7  | James Hunt            | McLaren-Ford Cosworth    | 5    | Incidente                  | 7            |       |
| NP  | 18 | Rupert Keegan         | Surtees-Ford Cosworth    |      | Incidente nelle prove      |              |       |
| NQ  | 16 | Hans-Joachim Stuck    | Shadow-Ford Cosworth     |      | Incidente nelle prove      |              |       |
| NQ  | 30 | Brett Lunger          | McLaren-Ford Cosworth    |      |                            |              |       |
| NQ  | 23 | Lamberto Leoni        | Ensign-Ford Cosworth     |      |                            |              |       |
| NPQ | 32 | Keke Rosberg          | Theodore-Ford Cosworth   |      |                            |              |       |
| NPQ | 25 | Héctor Rebaque        | Lotus-Ford Cosworth      |      |                            |              |       |
| NPQ | 39 | Danny Ongais          | Shadow-Ford Cosworth     |      |                            |              |       |
| NPQ | 24 | Derek Daly            | Hesketh-Ford Cosworth    |      |                            |              |       |

## Classifiche

### Piloti
| Pos. | Pilota             | Punti |
| ---- | ------------------ | ----- |
| 1    | Carlos Reutemann   | 18    |
| 2    | Mario Andretti     | 18    |
| 3    | Ronnie Peterson    | 14    |
| 4    | Patrick Depailler  | 14    |
| 5    | Niki Lauda         | 10    |
| 6    | Emerson Fittipaldi | 6     |
| 7    | John Watson        | 4     |
| 8    | Jacques Laffite    | 4     |
| 9    | Alan Jones         | 3     |
| =    | James Hunt         | 3     |
| 11   | Clay Regazzoni     | 2     |
| 12   | Didier Pironi      | 2     |
| 13   | Riccardo Patrese   | 1     |
| =    | Patrick Tambay     | 1     |

### Costruttori
| Pos. | Team                     | Punti |
| ---- | ------------------------ | ----- |
| 1    | Lotus-Ford Cosworth      | 27    |
| 2    | Ferrari                  | 18    |
| 3    | Tyrrell-Ford Cosworth    | 15    |
| 4    | Brabham-Alfa Romeo       | 14    |
| 5    | Fittipaldi-Ford Cosworth | 6     |
| 6    | Ligier-Matra             | 4     |
| 7    | McLaren-Ford Cosworth    | 3     |
| 8    | Williams-Ford Cosworth   | 3     |
| 9    | Shadow-Ford Cosworth     | 2     |
| 10   | Arrows-Ford Cosworth     | 1     |